# Confindustria Sicilia
Confindustria Sicilia è la rappresentanza regionale di Confindustria in Sicilia. È stata la prima Federazione di livello regionale del Sistema Confindustria, con la precedente denominazione Sicindustria.

## Storia
Una prima associazione nacque a Catania il 16 novembre 1944, a iniziativa degli industriali di Catania, Messina, Palermo e Siracusa.

### Sicindustria
Fu voluta, come federazione degli industriali siciliani, nel novembre 1950 con la denominazione di Sicindustria, in contrapposizione al leader nazionale di Confindustria di allora Angelo Costa, da Domenico La Cavera, che venne eletto primo presidente, uscendo da Confindustria. Fu lui che nel 1958 aprì all'alleanza politica degli industriali con il governo regionale di allora, guidato da Silvio Milazzo, che portò alla cosiddetta "Regione imprenditrice" con la nascita della Sofis.
Gli anni '70 e '80 vedono la scena dominata dai cavalieri del lavoro catanesi, che subirono diverse inchieste giudiziarie.
Nel 2005 il presidente Giuseppe Costanzo si dimette dopo il sequestro di quattro aziende di cui era amministratore e i cui soci erano vicini alle cosche. È nel 2006 con l'elezione del siracusano Ivan Lo Bello, che cambia la politica dell'associazione: questi dal 2007 espelle gli imprenditori che pagano il pizzo alla mafia.
Torna anche alla politica di sostegno diretto ai governi regionali: nel 2009, con l'ingresso di Marco Venturi, presidente degli industriali di Caltanissetta, come assessore all'industria nella giunta di Raffaele Lombardo,  proseguita dal suo successore Antonello Montante, che nel dicembre 2012 indica Linda Vancheri nella giunta di Rosario Crocetta, fino alle sue dimissioni nel 2015. A Montante nel gennaio 2016 viene inviato un avviso di garanzia per concorso in associazione mafiosa., ma resta alla guida dell'associazione, fino al marzo 2017, quando viene eletto in sua vece Giuseppe Catanzaro .

### La scissione
Nel febbraio 2016 torna "Sicindustria", a seguito di un processo di fusione che ha coinvolto 7 province su 9 (Agrigento, Caltanissetta, Enna, Messina, Palermo, Ragusa e Trapani). Restano fuori Confindustria Catania e Confindustria Siracusa.
Nel maggio 2018 il presidente di Sicindustria Giuseppe Catanzaro viene indagato con l'accusa di associazione per delinquere finalizzata alla corruzione e finanziamento illecito ai partiti, nell'ambito dell'inchiesta che ha portato all'arresto l'ex delegato di Confindustria per la legalità e presidente di Sicindustria Antonello Montante
.

### Confindutria Sicilia
A febbraio del 2021 viene ricostituita Confindustria Sicilia e il 24 marzo 2021 viene eletto presidente Alessandro Albanese. 
Oggi Confindustria Sicilia rappresenta le tre organizzazioni territoriali dell'Isola, ossia Confindustria Catania, Confindustria Siracusa e Sicindustria (che racchiude le altre 7 province).

### Presidenti
- Domenico La Cavera (1950-1959)
- Cesare Scimemi (1959-1962)
- Ignazio Messina (1962-1969)
- Felice Siracusano (1969-1978)
- Giuseppe Cantone (1978-1983)
- Salvino Lagumina (1983-1987)
- Carlo Malavasi (1987-1991)
- Francesco Paolo Di Betta (1991-1994)
- Rosario Baglieri(1994-1997)
- Pippo Puglisi (1997-2002)
- Ettore Artioli (2002-2004)
- Giuseppe Costanzo (2004-2005)
- Enzo D'Ambra f.f. (2005-2006)
- Ivanhoe Lo Bello (2006-2012)
- Antonello Montante (2012-2017)
- Giuseppe Catanzaro (14 marzo 2017 - 22 maggio 2018 - presidente Sicindustria)
- Alessandro Albanese (facente funzioni di Sicindustria dal 22 maggio 2018 al 23 marzo 2021)
- Alessandro Albanese (24 marzo 2021 - 22 Gennaio 2024)
- Gaetano Vecchio - dal 23 Gennaio 2024